# Autonome Li Prefectuur Ledong
Ledong is een autonome prefectuur in het zuidwesten van de zuidelijke provincie Hainan, Volksrepubliek China.